# Filozofski fakultet u Zadru
Filozofski fakultet u Zadru je bivša fakultetska ustanova u Zadru. Bila je dio Sveučilišta u Splitu, a kasnije kad je osnovano Sveučilište u Zadru pripojilo se njemu.
Osnovan je 1955. godine. Iduće godine je započeo s radom, a djelovao je kao dio Sveučilišta u Zagrebu, u čijem je sastavu ostao 19 godina. 
Godine 1961. osnovana je u Zadru. Pedagoška akademija koja je 1979. pripojena Filozofskom fakultetu. 
Od 1975. Filozofski fakultet djeluje pod drugom krovnom ustanovom. Od tada je bio u sastavu Sveučilišta u Splitu kao njegova najveća ustanova. Zadarski je filozofski fakultet bio prvom visokoškolskom ustanova koju se je izmjestilo od Zagreba, onda jedinog sveučilišnog grada u Hrvatskoj. Onda je po broju odsjeka, nastavnika i studenata zadarski filozofski fakultet bio najvećim visokim učilištem na hrvatskom Jadranu. 
Zadarski filozofski fakultet je bio bitnim kad se obnovilo zadarsko sveučilište. Te 1994. godine je Fakultetsko vijeće Filozofskog fakulteta u Zadru imenovalo povjerenstvo koje je izvodilo podlogu za sveopću raspravu o osnivanju Sveučilišta.
Godine 1998. iz Filozofskog fakulteta u Zadru izdvojena je Visoka učiteljska škola. 
2002. godine, 46 godina nakon osnivanja, imao je 16 odsjeka i 17 različitih studijskih grupa, 6 poslijediplomskih studija, izvanrednim i dopunskim studijima s ukupno oko 3400 studenata (s apsolventima). Broj zaposlenika bio 240, od čega je 180 nastavnika i suradnika (te još 60 vanjskih suradnika, uključujući i strane lektore, a onda je osnovano Sveučilište u Zadru kome su pripojeni Filozofski fakultet u Zadru Sveučilišta u Splitu i Visoka učiteljska škola.

## Poznati studenti, suradnici i predavači
Ivica Šušić, Ivan Jurić, Josip Kolanović, Vladimir Anić, Ljubomir Antić, Nenad Cambi, Šime Peričić, Helena Peričić, Sanja Knežević, Marijan Krmpotić, Goran Filipi, Luko Paljetak i ini.

## Vanjske poveznice
- Službene stranice